# Walt Disney Studios (Burbank)
Walt Disney Studios – siedziba The Walt Disney Company znajdujące się w Burbanku w Los Angeles w USA. Znajdują się w niej również studia produkcyjne.